# Saint-Symphorien-sur-Saône
 Saint-Symphorien-sur-Saône  là một xã ở tỉnh Côte-d'Or trong vùng Bourgogne, phía đông nước Pháp. Khu vực này có độ cao trung bình 185 mét trên mực nước biển.